# Sympetrum eroticum
Sympetrum eroticum is een libellensoort uit de familie van de korenbouten (Libellulidae), onderorde echte libellen (Anisoptera).
De soort staat op de Rode Lijst van de IUCN als niet bedreigd, beoordelingsjaar 2009, de trend van de populatie is volgens de IUCN stabiel.
De wetenschappelijke naam Sympetrum eroticum is voor het eerst geldig gepubliceerd in 1883 door Selys.